# San Miguel Coatlán
San Miguel Coatlán es una localidad del estado mexicano de Oaxaca. Es cabecera del municipio de San Miguel Coatlán.

## Demografía
| Censo | Población |
| ----- | --------- |
| 1900  | 224       |
| 1910  | 243       |
| 1921  | 378       |
| 1930  | 740       |
| 1940  | 915       |
| 1950  | 1006      |
| 1960  | 1425      |
| 1970  | 1581      |
| 1980  | 1126      |
| 1990  | 926       |
| 1995  | 898       |
| 2000  | 1237      |
| 2005  | 1394      |
| 2010  | 1938      |
| 2020  | 1935      |